# Manuel Scheuernstuhl
Manuel Scheuernstuhl (* 12. Februar 1999 in München) ist ein deutscher Journalist, Synchronsprecher und Podcast-Moderator.

## Leben und Werdegang
Manuel Scheuernstuhl besuchte das Otto-von-Taube Gymnasium in Gauting. Er ist seit 2009 Synchronsprecher. Er ist bekannt als die deutsche Stimme von Isaac Hempstead-Wright, der in der Serie Game of Thrones die Rolle Bran Stark, von Asa Butterfield (in Ender's Game – Das große Spiel, Hugo Cabret) und von Ty Simpkins (in Insidious: The Red Door).
Außerdem ist er Sprecher in diversen Anime, unter anderem spricht er den Charakters Shigeo Kageyama	im Anime Mob Psycho 100.
Scheuernstuhl erlangte einen Abschluss in Digital- und Medienwirtschaft an der Stuttgarter Hochschule der Medien (HdM) und absolvierte sein Studium mit Auszeichnung. Er ist Stipendiat der Stiftung der deutschen Wirtschaft und des Fulbright-Programms. Im Jahr 2024 absolviert er ein Master-Studium in Journalismus an der Columbia University in New York City. Seit seinem Abschluss arbeitet er als Journalist für den BBC.
Seit August 2023 moderiert er das Podcast-Format Steps mit Manu, in dem er mit prominenten Persönlichkeiten aus Deutschland über deren Werdegang spricht.

## Synchronisation (Auswahl)

### Serien
- 2010–2013: Davis Cleveland (als Flynn Jones) in Shake It Up – Tanzen ist alles!
- 2011–2014: Aedin Mincks (als Angus Chestnut) in A.N.T.: Achtung Natur-Talente (44 Episoden)
- 2011–2019: Isaac Hempstead-Wright (als Bran Stark) in Game of Thrones – Das Lied von Eis und Feuer
- 2012–2013: Dylan Schmid (als Baelfire) in Once Upon a Time – Es war einmal …
- 2015–2019: Quinn Lord (als Thomas Smith) in The Man in the High Castle
- 2015: Jun Fukuyama (als Haruma Yamazaki) in Yamada-kun and the Seven Witches
- 2015: Thomas Doret (als Clément Ardent) in Paris (Fernsehserie), Episode 1–6
- 2019–2022: Justin Felbinger (als 'Sprig Plantar') in Disney Amphibia
- 2020–: Ralph Prosser (als Rafe) in Alex Rider, in 1 Episode
- 2020: Kouki Koyasu (als 'Fuji') in Toilet-Bound Hanako-kun, Episode „02“
- 2021–: Abey Xashi (als Partygast) in Only Murders in the Building, in 1 Episode
- 2021: DJ in Paartherapie mal anders, Episode „9“
- 2021: Yasuhiro Mamiya (als 'Lauro') in Pokémon Entwicklungen, Episode „4“ (Staffel 1)
- 2021–: Amir Mitchell-Townes (als D.C. Joe) in Power Book III: Raising Kanan, in 1 Episode
- 2021–: Ellison Booker (als Ike (jung)) in Swagger, in 5 Episoden
- 2022: Giulia Valori (als 'Gianluca') in Christian, Episode „4“ (Staffel 2)
- 2022: Setsuo Itou (als 'Shigeo 'Mob' Kageyama') in Mob Psycho 100 III
- 2022: Monte Bell (als Brent) in Reasonable Doubt, Episode „2“ (Staffel 1)
- 2022: Jeris DuPree (als Jason) in Reasonable Doubt, Episode „2“ (Staffel 1)
- 2022: Chase Dillon (als 'Hawthorn') in Tannenzäpfchen und ihr Pony, Episode „1, 2, 4-6, 8“ (Staffel 1)
- 2023: Claudio in The Good Mothers, Episode „1“ (Staffel 1)
- 2024: Kōsuke Tanabe (als 'Zirc') Pokémon Horizonte: Die Serie

### Filme
- 2004: Michael Angarano (als Dave Petrakis) in Speak – Die Wahrheit ändert alles
- 2010: Ty Simpkins (als Dalton Lambert) in Insidious
- 2011: Felix Soper (als Julian Dowden) in The Awakening – Geister der Vergangenheit
- 2011: Jake Johnson (als Sam) in Spooky Buddies – Der Fluch des Hallowuff-Hunds
- 2011: Asa Butterfield (als Hugo) in Hugo Cabret
- 2012: Aidan Gemme (als Babu) in Treasure Buddies – Die Schatzschnüffler in Ägypten
- 2012: Brandon Tyler Russell (als Ben Barrett) in Smitty
- 2013: Asa Butterfield (als Ender Wiggin) in Ender's Game – Das große Spiel
- 2014: Lorcan Bonner (als Sean) in Die Legende der weißen Pferde
- 2015: Robbie Daymond (als Fairy Crony #2) in Strange Magic
- 2023: Ty Simpkins (als Dalton Lambert) in Insidious: The Red Door
- 2016: Blake Jones (als Sully (mit 16 Jahren)) in Sully
- 2017: Art Parkinson (als Dave) in I Kill Giants
- 2018: Hari Nef (als Bex) in Assassination Nation
- 2020: Percy Hynes White (als Oscar) in First Light [Synchro (2020)]
- 2022: Tetsuya Kakihara (als 'Iori Hashima') in Saekano the Movie: Finale [Synchro (2022)]
- 2021: Forrest Bothwell (als Samuel) in Ein Festtag
- 2021: Samuel Beau Reurekas (als Billy) in Mein Freund der Pirat
- 2021: Isaac Hempstead-Wright (als Edward) in Voyagers
- 2022: Kataem O’Connor (als Lance) in 1UP
- 2022: Myles Perez (als Mario) in The Curse of Bridge Hollow
- 2022: Sebastian Chacon (als Carlos) in Emergency
- 2022: Brian Wiles (als Rob) in Hocus Pocus 2
- 2022: Otis Dhanji (als Glenn) in Lass mich nicht gehen
- 2022: Amir Wilson (als Anton Milanesi) in The Magic Flute – Das Vermächtnis der Zauberflöte
- 2022: Niels Halstensen Skåber (als Gunnar) in Royalteen: Der Erbe
- 2023: Ty Simpkins (als Dalton Lambert) in Insidious: The Red Door
- 2023: Niels Halstensen Skåber (als Gunnar) in Royalteen: Prinzessin Margrethe

## Hörspiele
- 2013: Baff! Wissen. Platz da, Pluto!: Was alles im Weltraum abgeht und warum wir nicht in Schwarze Löcher fallen sollten.
- 2017–2018: Mondstrahl in Sternenfohlen (Hörspielreihe, 9 Folgen)[6]